# 徐潔兒
徐潔兒（Jill Hsu，1978年10月30日—），台灣女歌手、女演員。原名「徐致菁」，剛進入演藝圈時取藝名為「徐婕兒」。原以歌手身分出道，後於2007年全面轉為戲劇演員，並改藝名為「徐潔兒」，重新出發。

## 演藝事業
徐婕兒出道因拍攝三陽機車得恐龍妹的稱號，2002年夏天，推出首隻單曲《I Wanna be with you》，並由徐婕兒親自填詞。
2002年11月19日正式發行首張專輯《愛之初》。2003年首度拍攝偶像劇《海豚灣戀人》，飾演壞女人沈曼青，劇集播出後大受歡迎，並延續沈曼青壞女人風格，發行了第二張專輯《女人不壞》。
之後重心轉往戲劇，陸續拍攝《極道學園》和《豪門本色》 等台式本土劇，後轉往中國大陸發展由知名經紀公司華誼兄弟簽下，以《陝北漢子》和一些二線電影累積知名度，2013年演出《龍門鏢局》廣為人知。並創立自主服裝品牌Lan'scape  得到賓士汽車和法兰瓷概念店的短期陳列權。
2015年後進入業餘長跑馬拉松領域，目前參與過三個百公里越野馬拉松，三個全馬拉松，許多半馬拉松賽事。2018年創立『儷量女子跑團』號召喜歡運動的女藝人一起運動並參與多場馬拉松及公益路跑。
2020年，以歌手身份参与录制浙江卫视音乐节目《天赐的声音》。

## 音樂作品

### 唱片
| 專輯名稱               | 語言 | 發行日期 | 唱片公司 | 曲目 |
| 首張專輯《愛之初》     | 國語 | 2002年   | 福茂唱片 | 1. Tic Tac Toe 2. 沒有你的每一天 3. 今夜我不回去 4. 國王的新衣 5. 不想讓你走 6. 你說愛我讓我哭了 7. 愛之初 8. 沒有情人節 9. 害怕懂你 10. I Wanna Be With You 11. 聞到愛情 |
| 第二張專輯《女人不壞》 | 國語 | 2003年   | 福茂唱片 | 1. 女人不壞 2. 我可以忍受 3. 發覺 4. 後悔了吧 5. I Believe 6. 不愛太可惜 7. Dear Jessica 8. 一天一點 9. 受不了你 10. Bye Baby Bye                                         |

### 單曲
- 2002年《這是我的生活》(EP)
- 2023年《漫步雲端》(數位發行)

### 電視原聲帶
- 2003年《海豚灣戀人原聲帶》：Journey
- 2003年《又見橘花香原聲帶》：花海(feat.陳司翰)
- 2004年《火線任務電視原聲帶》：愛盛開
- 2005年《我的野蠻千金原聲帶》：錯誤的相遇

### 電影
- 2013年電影《光的棍》片尾曲：安全感‧幸福感(feat.陳昊)
- 2017年網路電影《非常突然》主題曲：非常突然(feat.李艾)
- 2023年電影《倍兒喜歡你》推廣曲：Wake up (數位發行)

### 詞曲創作
| 年份   | 歌手   | 歌名           | 詞曲                                  | 備註                                             |
| 2000年 | 許志安 | 《每當你流淚》 | 作詞(&Jessica宋新妮)                  | 收錄於2000年《男人心》專輯                       |
| 2005年 | 范瑋琪 | 《沒那麼愛他》 | 詞曲                                  | 收錄於2005年《一比一》專輯                       |
| 2006年 | 黑Girl | 《123木頭人》  | 詞曲(此版本的詞&王雅君)               | 收錄於2006年《粉紅高壓電》、《葡萄園之戀》片尾曲 |
| 2007年 | 范瑋琪 | 《你只有一個》 | 詞曲                                  | 收錄於2007年《哲學家》專輯                       |
| 2008年 |        | 《HOT》        | 作詞、演唱                            | 2008年網路劇Y.E.A.H的片頭曲                      |
| 2008年 |        | 《偷偷愛你》   | 詞曲、演唱                            | 2008年網路劇Y.E.A.H的片尾曲                      |
| 2009年 |        | 《一定會幸福》 | 詞曲、演唱                            | 2009年電視劇《家後》片尾曲、2011年單曲           |
| 2013年 |        | 《愛情銀行》   | 詞曲、演唱                            | 2013年電影《愛情銀行》主題曲                     |
| 2013年 | 群星   | 《面對》       | 曲：徐潔兒、陳秀珠、林唐鈺 詞：徐潔兒 | 2013年蘆山地震公益歌曲                           |
| 2013年 |        | 《脫光吧》     | 詞曲、演唱                            | 2013年電影《光的棍》推廣曲                       |
| 2014年 |        | 《平行線》     | 詞曲、演唱                            | 2014年電視劇《玲瓏局》插曲                       |
| 2015年 | 陳明   | 《愛》         | 作詞                                  | 收錄於2015年《愛旅人》專輯                       |
| 2018年 |        | 《Let you go》 | 詞曲、演唱                            | 2018年網路電影《鎮魂曲之非念》主題曲             |

## 影視作品

### 電視劇
| 播出年份 | 劇名                             | 角色                   |
| 2003年   | 《海豚灣戀人》                   | 沈曼青                 |
| 2004年   | 《愛情風暴美麗99》               | 王天麗                 |
| 2005年   | 《哈拉教父》                     | 羅薇薇                 |
| 2006年   | 《極道學園》                     | 官誼宣 小蘋果          |
| 2007年   | 《豪門本色》                     | 穆超儀                 |
| 2008年   | 《同一個夢想》                   | 石晨軒                 |
| 2008年   | 《Y.E.A.H》(網路劇)              | YOYOO                  |
| 2009年   | 《微笑在我心》                   | 邵曦                   |
| 2009年   | 《家後》                         | 于涵秀                 |
| 2010年   | 《再見全壘打》                   | 詹芳雯(信一前妻)       |
| 2011年   | 《蘭花香》                       | 方儀                   |
| 2011年   | 《陕北漢子》                     | 沈雪                   |
| 2011年   | 《七月餐廳》                     | 齊月(餐廳老板娘)       |
| 2012年   | 《新施公案》                     | 蘭若格格               |
| 2012年   | 《兄弟海》                       | 馬莎                   |
| 2013年   | 《我懷了你的孩子》(網路劇)       | 乃夢                   |
| 2013年   | 《滾滾紅塵》                     | 張英蓮                 |
| 2013年   | 《小洋樓》                       | MISS 張(客串)          |
| 2013年   | 《龍門鏢局》                     | 蓉蓉(客棧老闆娘)(客串) |
| 2014年   | 《玲瓏局》                       | 肖雅傑                 |
| 2014年   | 《一見不鍾情》                   | 趙曉瑞(客串)           |
| 2014年   | 《深愛食堂》chapter 4.牛奶蛋炒飯 | 妻子(單元主演)         |
| 2015年   | 《活法》                         | 董秘書                 |
| 2015年   | 《為愛堅守》(又名：妻子不設防)   | 蘇雲                   |
| 2015年   | 《小爸媽》                       | EMMA                   |
| 2016年   | 《還是夫妻》                     | 王珂                   |
| 2016年   | 《黎明之戰》                     | 賽南粤                 |
| 2017年   | 《最佳女配：阿爾法之境》(網路劇) | Lucy                   |
| 2017年   | 《錦繡年華》                     | 姚錦霞                 |
| 2017年   | 《生逢燦爛的日子》               | 葉琪                   |
| 2018年   | 《媚者無疆》 (網路劇)            | 姹蘿                   |
| 2018年   | 《海角戀人》 (網路劇)            | 珍妮                   |
| 2019年   | 《我不能戀愛的女朋友》(網路劇)   | Lucy                   |
| 2020年   | 《絕代雙驕》                     | 屠嬌嬌                 |
| 2020年   | 《天醒之路》                     | 邵音初(客串)           |
| 2020年   | 《衝出虛擬世界》(2010年拍攝)     | 陳雨琦                 |
| 2020年   | 《幸福還會來敲門》               | 文迪(客串)             |
| 2021年   | 《緊急公關》                     | 馮若媛(客串)           |
| 2021年   | 《正青春》                       | 賽琳娜                 |
| 2021年   | 《愛的理想生活》                 | 苗苗(客串)             |
| 2021年   | 《飛鳥集》(網路劇)               | 朱迪                   |
| 2022年   | 《嫣語賦》(網路劇)               | 柳姨娘                 |
| 2022年   | 《盛裝》                         | 杜霞(客串)             |
| 2022年   | 《重生之門》(網路劇)             | 李淑婷                 |
| 2022年   | 《林深見鹿》                     | 陳茗茗                 |
| 2022年   | 《熾道》(網路劇)                 | 蔡源                   |
| 2022年   | 《點燃我，温暖你》               | 李藍                   |
| 2023年   | 《黏人俱樂部》(網路劇)           | 靜總                   |
| 2023年   | 《你給我的喜歡》(網路劇)         | 辛迪                   |
| 2023年   | 《甜小姐與冷先生》               | 姜蕾蕾                 |
| 2023年   | 《鐵馬豪情的日子》(2019年拍攝)   | 喬大花                 |
| 2023年   | 《燕山派與百花門》(網路劇)       | 花鏡湘                 |
| 2024年   | 《江河之上》                     | 談雲律師(客串)         |
| 2024年   | 《末代廚娘》(2018年拍攝)         | 容兒母親               |
| 2024年   | 《執行法官》                     | 秦虹                   |
| 2024年   | 《春花焰》(網路劇)               | 殷貴妃                 |
| 2024年   | 《薔薇風暴》                     | 苗總(客串)             |
| 2025年   | 《千秋令》(2021年拍攝)           | 染青                   |
| 2025年   | 《我的世界你好》(2019年拍攝)     | 王靜穎                 |
| 待播     | 《狂奔的左左》(2011年拍攝)       | 蘇安娜                 |
| 待播     | 《亂世風雨情》(2012年拍攝)       | 黃菊仙                 |
| 待播     | 《珠圓玉潤也傾城》(網路劇)       | 寒翎國皇后             |
| 待播     | 《同桌的你爸》(網路劇)           | 徐老師                 |
| 待播     | 《掃黑之拂曉行動》               | 鍾美華                 |
| 待播     | 《第五名發家》                   | 錢關月                 |
| 待播     | 《秋雪漫過的冬天》(網路劇)       |                        |
| 待播     | 《有喜的日子》                   | 胡麗麗                 |
| 待播     | 《追訴》                         | 孟青霞                 |

### 電影
| 上映年份 | 片名                    | 角色         | 備註     |
| 2011年   | 《彈簧床先生》          | 黑道大姐     |          |
| 2011年   | 《樂之路》              | 徐潔兒       |          |
| 2012年   | 《夜店詭談》            | 紫涵/大婷婷  |          |
| 2013年   | 《愛情銀行》            | 白倩         |          |
| 2013年   | 《錯位戀人》            | 雪莉         |          |
| 2013年   | 《光的棍》              | 卡小柔       |          |
| 2013年   | 《步步追魂》            | 姜玥         |          |
| 2014年   | 《心咒》                | 趙淑真       |          |
| 2015年   | 《天使不孤獨》          | 吳文雅       |          |
| 2015年   | 《紫霞》                | 紫霞         |          |
| 2016年   | 《22個男人》            | Lucy         |          |
| 2016年   | 《死亡遊戲》            | 初夏         |          |
| 2016年   | 《育嬰室》              | 蒙母         |          |
| 2017年   | 《非常突然》            | 厲薇         | 網路電影 |
| 2017年   | 《心理罪之城市之光》    | 健身房女孩   |          |
| 2018年   | 《镇魂曲之非念》        | 張華         | 網路電影 |
| 2018年   | 《出走的娜拉》          | 梁沐夕       |          |
| 2018年   | 《摇滚小子》            | 李雪老师     |          |
| 2019年   | 《水上人間》            | 苗淼淼       | 網路電影 |
| 2022年   | 《獨家頭條2：眾矢之的》 | 葉茜         |          |
| 2022年   | 《夜花火》              | 李靜         |          |
| 2023年   | 《倍兒喜歡你》          | 搖滾樂隊主唱 |          |
| 待上映   | 《沒問題》              | 呂有容       |          |

### 微電影
| 播出年份 | 片名             | 角色   | 備註         |
| 2012年   | 《大都的浪子》   | 斯雨   | 外企市場總監 |
| 2012年   | 《因情圓缺》     | 陳小年 |              |
| 2015年   | 《與你無關》     | 盧巧音 | 大提琴手     |
| 2017年   | 《到沙漠來看海》 | 鄧雯   | 創作歌手     |

### 廣告演出
- 2000 黎詩洗髮乳
- 2001 三陽機車SMILE 100
- 2002 生活生茶
- 2003 德芙巧克力

### 廣告配音
- 黎詩洗髮乳廣告配音+廣告歌
- 桂冠火鍋廣告歌
- 卡洛塔妮洋奶粉廣告配音

### MV演出
2005-07 張鎬哲-戀人

## 外部連結
- 徐潔兒的新浪微博
- 徐潔兒的新浪博客
- 徐潔兒的Facebook專頁
- 徐潔兒的Instagram帳戶
- 徐潔兒在香港影庫上的簡介
- 徐潔兒在豆瓣上的资料（简体中文）
- 徐潔兒在时光网上的簡介（简体中文）